# Chromosom 19 (Mensch)

Idiogramm des menschlichen Chromosoms 19

Chromosom 19 ist eines von 23 Chromosomen-Paaren des Menschen. Ein normaler Mensch hat in den meisten seiner Zellen zwei weitgehend identische Kopien dieses Chromosoms.

## Entschlüsselung des Chromosoms 19
Das Chromosom 19 besteht aus 63,8 Millionen Basenpaaren (ein Basenpaar ist die kleinste Informationseinheit der DNA). Das Chromosom 19 enthält etwa 2 bis 2,5 % der gesamten DNA einer menschlichen Zelle. Die Identifizierung der Gene auf diesem Chromosom ist der Teil eines laufenden Prozesses zur Entschlüsselung des menschlichen Erbgutes. Auf dem Chromosom 19 befinden sich 1427 bis 1700 Gene, davon sind 1427 bekannt. Das Chromosom 19 hat die höchste Gendichte aller menschlichen Chromosomen, sie ist etwa doppelt so hoch wie bei anderen Chromosomen.
Der Phänotyp der Bombay-Blutgruppe liegt auf dem Chromosom 19.

## Bekannte Gene auf dem Chromosom 19
Das Chromosom 19 enthält unter anderem folgende Gene:
- ApoE: Apolipoprotein E
- KIR: Killer Cell Immunoglobulin-like Receptor
- KLK4: Kallikrein-related peptidase 4
- KISS1R: KiSS1-Rezeptor
- LDLR: LDL-Rezeptor
- PRTN3: Proteinase 3
- NPHS1: Nephrin
- TGFB1: Transforming Growth Factor β1[5]
- TnT: Troponin[6]

## Medizinische Bedeutung

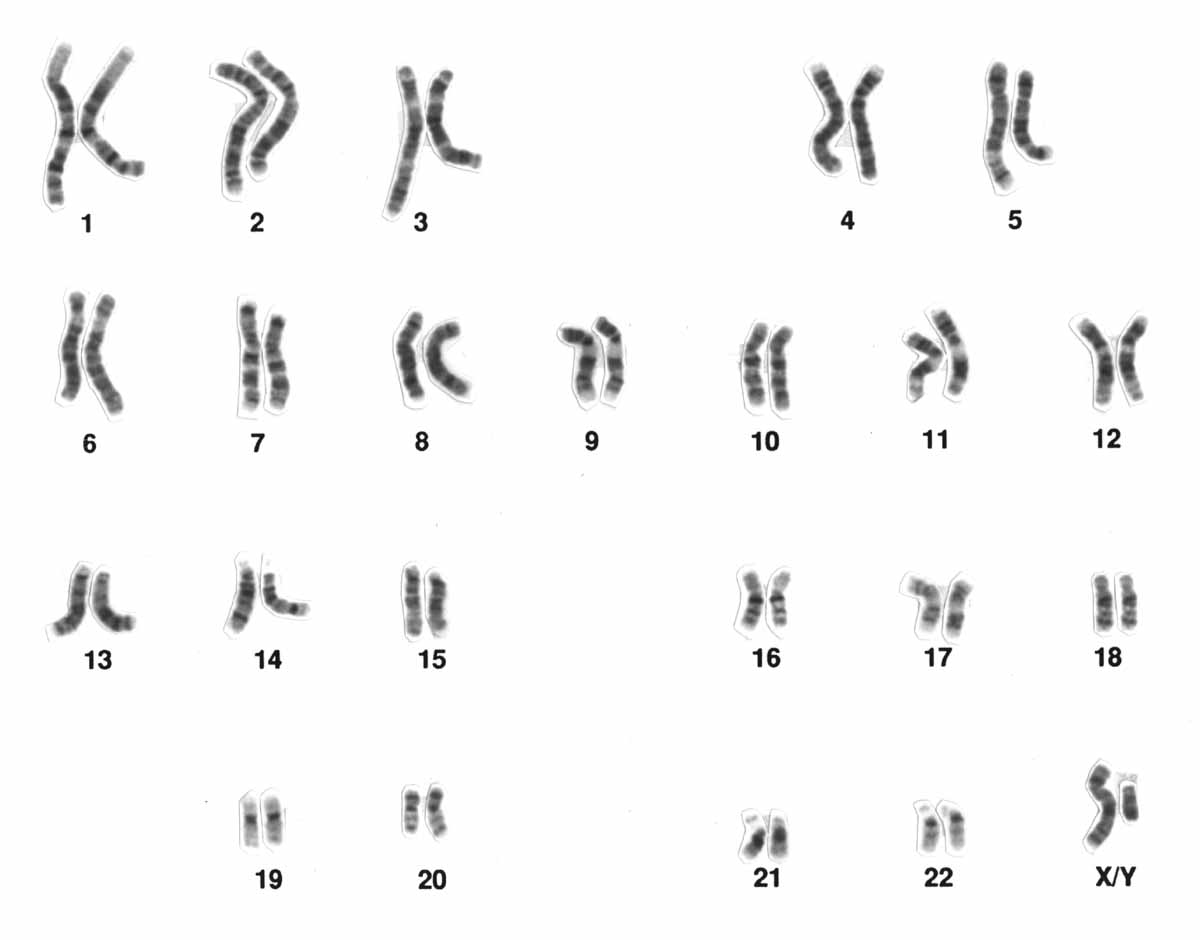
Die 46 Chromosomen des Menschen

Mit den auf dem Chromosom 19 befindlichen Genen werden folgende genetisch bedingte Krankheiten oder Symptome in Verbindung gebracht. Dies sind unter anderem:
- Ahornsirupkrankheit
- Akute lymphatische Leukämie
- CADASIL (Cerebral Autosomal Dominant Arteriopathy with Subcortical Infarcts and Leukoencephalopathy)
- Camurati-Engelmann-Syndrom[8]
- Diamond-Blackfan-Syndrom
- familiäre hemiplegische Migräne
- Fokal segmentale Glomerulosklerose (erbliche Form)
- Hyperlipoproteinämie Typ 2
- Hyperthyreose
- Mayer-Rokitansky-Küster-Hauser-Syndrom
- Multicore-Myopathie
- Myotone Dystrophie Typ 1
- Nasu-Hakola-Krankheit (membranöse Lipodystrophie)
- Oligodendrogliom
- Peutz-Jeghers-Syndrom